# Arab Nations Cup 1998
De Arab Nations Cup 1998  was de zevende editie van de Arab Nations Cup en werd georganiseerd door Qatar. Het toernooi werd gewonnen door het voetbalteam van Saoedi-Arabië.

## Groepsfase

### Groep A
| Team     | Wedstr. | W | G | V | DV | DT | DS | Ptn |
| -------- | ------- | - | - | - | -- | -- | -- | --- |
| Qatar    | 2       | 2 | 0 | 0 | 4  | 1  | +3 | 6   |
| Jordanië | 2       | 1 | 0 | 1 | 2  | 3  | –1 | 3   |
| Libië    | 2       | 0 | 0 | 2 | 2  | 4  | –2 | 0   |

|                                      |                                     |       |                    |                                                                                     |
| 22 september 1998 «onderlinge duels» | Qatar                               | 2 – 1 | Libië              | Qassem Bin Hamad, Doha Toeschouwers: 20.000 Scheidsrechter: Mohamed Koussa ( Syrië) |
| 22 september 1998 «onderlinge duels» | Adel Khamis 44' Mubarak Mustafa 49' |       | Khaled Ramadan 43' | Qassem Bin Hamad, Doha Toeschouwers: 20.000 Scheidsrechter: Mohamed Koussa ( Syrië) |

|                                      |                    |       |                                         |                                                                                  |
| 24 september 1998 «onderlinge duels» | Libië              | 1 – 2 | Jordanië                                | Qassem Bin Hamad, Doha Toeschouwers: 4.000 Scheidsrechter: Salah Ahmed ( Soedan) |
| 24 september 1998 «onderlinge duels» | Ahmed El-Masli 61' |       | Hassouneh Al-Sheikh 36' Ra'afat Ali 64' | Qassem Bin Hamad, Doha Toeschouwers: 4.000 Scheidsrechter: Salah Ahmed ( Soedan) |

|                                      |                                     |       |          |                                                                                     |
| 26 september 1998 «onderlinge duels» | Qatar                               | 2 – 0 | Jordanië | Qassem Bin Hamad, Doha Toeschouwers: 20.000 Scheidsrechter: Qassem Hamza ( Koeweit) |
| 26 september 1998 «onderlinge duels» | Mubarak Mustafa 17' Adel Khamis 69' |       |          | Qassem Bin Hamad, Doha Toeschouwers: 20.000 Scheidsrechter: Qassem Hamza ( Koeweit) |

### Groep B
| Team    | Wedstr. | W | G | V | DV | DT | DS | Ptn |
| ------- | ------- | - | - | - | -- | -- | -- | --- |
| Koeweit | 2       | 2 | 0 | 0 | 8  | 1  | +7 | 6   |
| Egypte  | 2       | 1 | 0 | 1 | 3  | 5  | –2 | 3   |
| Syrië   | 2       | 0 | 0 | 2 | 1  | 6  | –5 | 0   |

|                                      |                                              |       |                      |                                                                                              |
| 22 september 1998 «onderlinge duels» | Egypte                                       | 2 – 1 | Syrië                | Qassem Bin Hamad, Doha Toeschouwers: 15.000 Scheidsrechter: Omar Al-Mehanna ( Saoedi-Arabië) |
| 22 september 1998 «onderlinge duels» | Abdullah Rajab 37' Abdullatif Al-Doumani 44' |       | Mahmoud Mahmalji 67' | Qassem Bin Hamad, Doha Toeschouwers: 15.000 Scheidsrechter: Omar Al-Mehanna ( Saoedi-Arabië) |

|                                      |                           |       |                                                                                  |                                                                                     |
| 24 september 1998 «onderlinge duels» | Egypte                    | 1 – 4 | Koeweit                                                                          | Qassem Bin Hamad, Doha Toeschouwers: 15.000 Scheidsrechter: Hisham Qirat ( Tunesië) |
| 24 september 1998 «onderlinge duels» | Abdullatif Al-Doumani 25' |       | Jassem Al Houwaidi 4' Jamal Mubarak 19' Badr Hajji 85' (pen) Bashar Abdullah 90' | Qassem Bin Hamad, Doha Toeschouwers: 15.000 Scheidsrechter: Hisham Qirat ( Tunesië) |

|                                      |                                                                                         |       |       |                                                                                  |
| 26 september 1998 «onderlinge duels» | Koeweit                                                                                 | 4 – 0 | Syrië | Qassem Bin Hamad, Doha Toeschouwers: 7.000 Scheidsrechter: Salah Ahmed ( Soedan) |
| 26 september 1998 «onderlinge duels» | Jassem Al Houwaidi 10' Bashar Abdullah 23' Hamad Al-Saleh 35' Fawwaz Marzouq Bakhit 57' |       |       | Qassem Bin Hamad, Doha Toeschouwers: 7.000 Scheidsrechter: Salah Ahmed ( Soedan) |

### Groep C
| Team                         | Wedstr. | W | G | V | DV | DT | DS | Ptn |
| ---------------------------- | ------- | - | - | - | -- | -- | -- | --- |
| Verenigde Arabische Emiraten | 2       | 1 | 0 | 1 | 4  | 2  | +2 | 3   |
| Marokko                      | 2       | 1 | 0 | 1 | 2  | 2  | 0  | 3   |
| Soedan                       | 2       | 1 | 0 | 1 | 2  | 4  | –2 | 3   |

|                                      |                   |       |                              |                                                                                    |
| 23 september 1998 «onderlinge duels» | Marokko           | 1 – 0 | Verenigde Arabische Emiraten | Qassem Bin Hamad, Doha Toeschouwers: 5.000 Scheidsrechter: Qassem Hamza ( Koeweit) |
| 23 september 1998 «onderlinge duels» | Hamid Termina 86' |       |                              | Qassem Bin Hamad, Doha Toeschouwers: 5.000 Scheidsrechter: Qassem Hamza ( Koeweit) |

|                                      |                      |       |                      |                                                                                     |
| 25 september 1998 «onderlinge duels» | Marokko              | 1 – 2 | Soedan               | Qassem Bin Hamad, Doha Toeschouwers: 13.000 Scheidsrechter: Qassem Hamza ( Koeweit) |
| 25 september 1998 «onderlinge duels» | Tareq Al-Siktiwi 25' |       | Anas Al-Nour 42, 45' | Qassem Bin Hamad, Doha Toeschouwers: 13.000 Scheidsrechter: Qassem Hamza ( Koeweit) |

|                                      |                                                                          |       |                       |                                                                                              |
| 27 september 1998 «onderlinge duels» | Verenigde Arabische Emiraten                                             | 4 – 1 | Soedan                | Qassem Bin Hamad, Doha Toeschouwers: 15.000 Scheidsrechter: Omar Al-Mehanna ( Saoedi-Arabië) |
| 27 september 1998 «onderlinge duels» | Hassan Saeed 13' Mohamed Obaid Hilal 83 (pen.),88 (pen.)' Ali Hassan 90' |       | Abdulmajid Jaafar 68' | Qassem Bin Hamad, Doha Toeschouwers: 15.000 Scheidsrechter: Omar Al-Mehanna ( Saoedi-Arabië) |

### Groep D
| Team          | Wedstr. | W | G | V | DV | DT | DS | Ptn |
| ------------- | ------- | - | - | - | -- | -- | -- | --- |
| Saoedi-Arabië | 2       | 2 | 0 | 0 | 7  | 1  | +6 | 6   |
| Libanon       | 2       | 0 | 1 | 1 | 1  | 4  | –3 | 1   |
| Algerije      | 2       | 0 | 1 | 1 | 0  | 3  | –3 | 1   |

|                                      |          |       |         |                                                                                   |
| 23 september 1998 «onderlinge duels» | Algerije | 0 – 0 | Libanon | Qassem Bin Hamad, Doha Toeschouwers: 5.000 Scheidsrechter: Juma'a Al-Ali ( Qatar) |
| 23 september 1998 «onderlinge duels» |          |       |         | Qassem Bin Hamad, Doha Toeschouwers: 5.000 Scheidsrechter: Juma'a Al-Ali ( Qatar) |

|                                      |                                             |       |          | |
| 25 september 1998 «onderlinge duels» | Saoedi-Arabië                               | 3 – 0 | Algerije | Qassem Bin Hamad, Doha Toeschouwers: 10.000 Scheidsrechter: Abdulaziz Al-Mulla ( Verenigde Arabische Emiraten) |
| 25 september 1998 «onderlinge duels» | Obeid Al-Dossary 8, 90' Ibrahim Suwayed 54' |       |          | Qassem Bin Hamad, Doha Toeschouwers: 10.000 Scheidsrechter: Abdulaziz Al-Mulla ( Verenigde Arabische Emiraten) |

|                                      |                                                  |       |                     |                                                                                    |
| 27 september 1998 «onderlinge duels» | Saoedi-Arabië                                    | 4 – 1 | Libanon             | Qassem Bin Hamad, Doha Toeschouwers: 13.000 Scheidsrechter: Juma'a Al-Ali ( Qatar) |
| 27 september 1998 «onderlinge duels» | Obeid Al-Dossary 28, 38, 77' Nawaf Al-Temyat 82' |       | Zaher Al-Indari 88' | Qassem Bin Hamad, Doha Toeschouwers: 13.000 Scheidsrechter: Juma'a Al-Ali ( Qatar) |

## Knock-outfase
|  | halve finale                 | halve finale        |   |                  | finale                       | finale |
|  |                              |                     |   |                  |                              |        |
|  | 29 september – Doha          |                     |   |                  |                              |        |
|  | Saoedi-Arabië                | 2                   |   |                  |                              |        |
|  | Koeweit                      | 1                   |   |                  |                              |        |
|  |                              |                     |   |                  |                              |        |
|  |                              |                     |   |                  | 1 oktober – Doha             |        |
|  |                              |                     |   |                  | Saoedi-Arabië                | 3      |
|  |                              | Qatar               | 1 |                  |                              |        |
|  |                              |                     |   |                  |                              |        |
|  |                              |                     |   |                  | derde plaats                 |        |
|  | 29 september – Doha          | 29 september – Doha |   | 1 oktober – Doha | 1 oktober – Doha             |        |
|  | Qatar                        | 2                   |   | Koeweit          | 2                            |        |
|  | Verenigde Arabische Emiraten | 1                   |   |                  | Verenigde Arabische Emiraten | 1      |

### Halve finale
|                                      |                                             |       |                  |                                                                                     |
| 29 september 1998 «onderlinge duels» | Saoedi-Arabië                               | 2 – 1 | Koeweit          | Qassem Bin Hamad, Doha Toeschouwers: 20.000 Scheidsrechter: Hisham Qirat ( Tunesië) |
| 29 september 1998 «onderlinge duels» | Yousuf Al-Thunayan 65' Khaled Al-Timawi 79' |       | Adel Youssouf 3' | Qassem Bin Hamad, Doha Toeschouwers: 20.000 Scheidsrechter: Hisham Qirat ( Tunesië) |

|                                      |                                        |       |                              |                                                                                     |
| 29 september 1998 «onderlinge duels» | Qatar                                  | 2 – 1 | Verenigde Arabische Emiraten | Qassem Bin Hamad, Doha Toeschouwers: 20.000 Scheidsrechter: Mohamed Koussa ( Syrië) |
| 29 september 1998 «onderlinge duels» | Yasser Nazmi 65' Mubarak Al-Kowari 75' |       | Ali Hassan 60'               | Qassem Bin Hamad, Doha Toeschouwers: 20.000 Scheidsrechter: Mohamed Koussa ( Syrië) |

### Troostfinale
|                                   |                                                  |       |                              |                                                                                        |
| 1 oktober 1998 «onderlinge duels» | Koeweit                                          | 4 – 1 | Verenigde Arabische Emiraten | Qassem Bin Hamad, Doha Toeschouwers: 25.000 Scheidsrechter: Morad Bin Dada ( Algerije) |
| 1 oktober 1998 «onderlinge duels» | Badr Hajji 41' (pen) Bashar Abdullah 67, 87, 90' |       | Mohamed Ali 26'              | Qassem Bin Hamad, Doha Toeschouwers: 25.000 Scheidsrechter: Morad Bin Dada ( Algerije) |

### Finale
|                                   |                              |       |                     |                                                                                                 |
| 1 oktober 1998 «onderlinge duels» | Saoedi-Arabië                | 3 – 1 | Qatar               | Qassem Bin Hamad Stadium, Doha Toeschouwers: 25.000 Scheidsrechter: Abdulaziz Hassan ( Bahrein) |
| 1 oktober 1998 «onderlinge duels» | Obeid Al-Dossary 28, 49, 64' |       | Mubarak Mustafa 82' | Qassem Bin Hamad Stadium, Doha Toeschouwers: 25.000 Scheidsrechter: Abdulaziz Hassan ( Bahrein) |

| 1998 Arab Nations Cup      |
| -------------------------- |
| SAOEDI-ARABIË Eerste titel |